# Bambochade

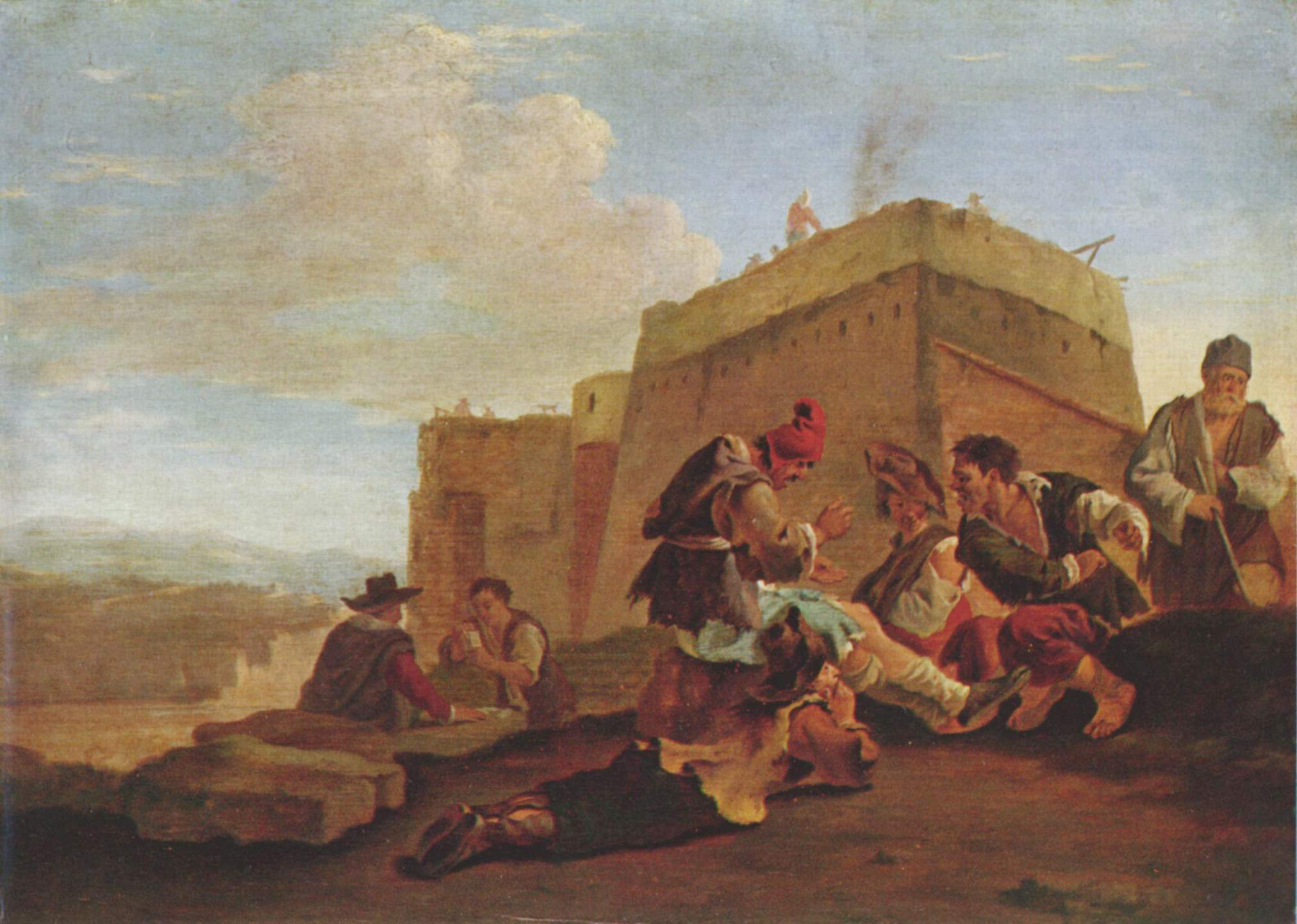
Jan Both, Paysage avec des joueurs de Mora, première moitié du XVIIe siècle (Musée des beaux-arts de Budapest).

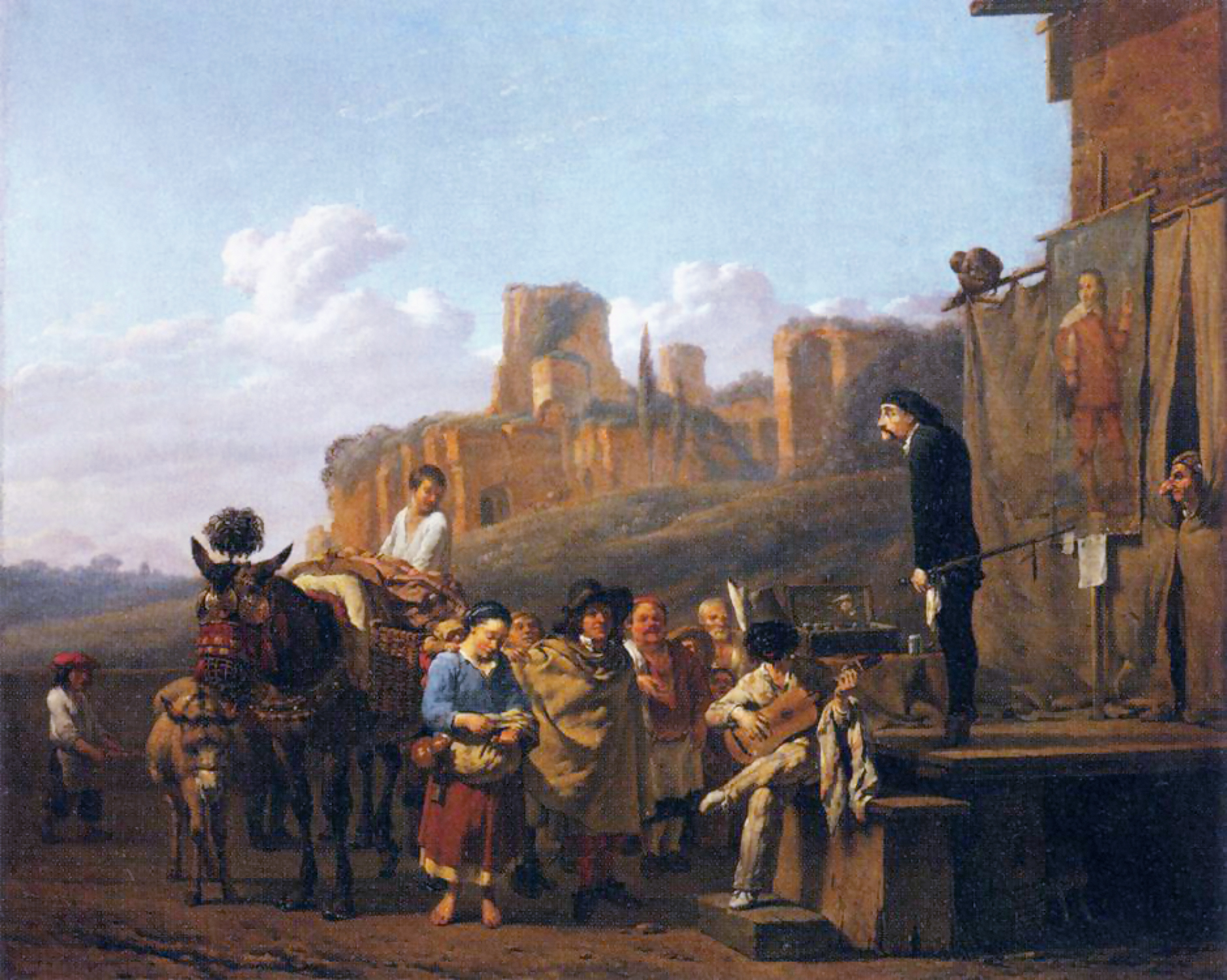
Karel Dujardin, Les Charlatans italiens, 1657 (Musée du Louvre).

Une bambochade (ou bamboche) est un petit tableau, une eau-forte, un dessin ou un petit moulage ayant pour sujet une scène champêtre ou au contraire citadine représentant la vie quotidienne du peuple de manière burlesque, proche de la caricature. Parmi les thèmes : scènes de marchés, scènes de rue, scènes de brigandages, scènes de beuveries, etc.
Le nom tire son origine du surnom « Le Bamboche », attribué au peintre hollandais Pieter van Laer (XVIIe siècle) lors de son séjour en Italie (1625-1639), surnom qu'il dut autant à ses thèmes qu'à son aspect physique. En italien, Bamboccio signifie, selon les traducteurs, « contrefait » ou « pantin » ou « poupée » (à cause de sa petite taille disgracieuse).
La bambochade est à rapprocher du dessin d'humour ou de la bande dessinée notamment à ses débuts. Les auteurs de bamboches/bambochades sont appelés bamboccianti.
Les bambochades ont pu influencer le védutisme italien, et particulièrement vénitien, deux des précurseurs de ce mouvement, Gaspar van Wittel et Luca Carlevarijs ayant eu connaissance de ces œuvres.

## Quelques auteurs
Comme auteurs de bambochades, citons Jacques Callot, David Teniers, Adriaen van Ostade, Adrien Brauwer, Jan Miel, Johannes Lingelbach, Dirk Helmbreker et même Sébastien Bourdon qui, avant de devenir peintre d'histoire, fit sa renommée en important les bambochades à Paris où ce genre était alors inconnu. Au milieu du XVIIIe siècle, Jean-Baptiste Bénard produit de nombreux petits tableaux de cabinet ayant pour thème la bambochade.
Plus tard, en lithographie, citons : Harlet, Tony Johannot, Biard, Charlet, Grandville, Gavarni, Daumier, Cham, Bertall, Henri Monnier, Traviès, Nadar...